# Sfera półwpisana

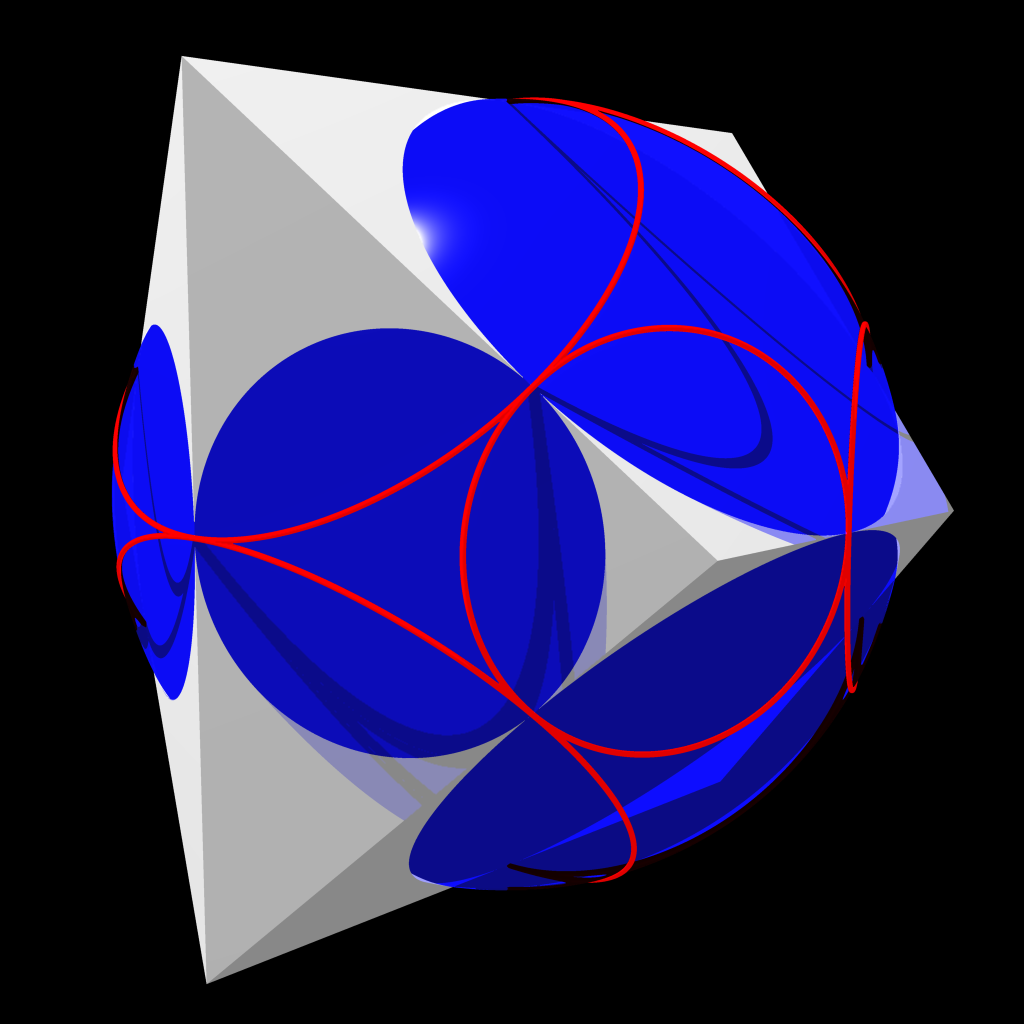
Wielościan ze swoją sferą półwpisaną

Sfera półwpisana w wielościan to sfera styczna do wszystkich krawędzi tego wielościanu. Nie każdy wielościan ma sferę półwpisaną.